# اسکار ونتسسلاس دو لوبیچ-میلوش
اسکار ونتسسلاس دو لوبیچ-میلوش (به فرانسوی: Oscar Venceslas de Lubicz-Milosz) شاعر قرن نوزدهم میلادی اهل فرانسه است.